# Havivah Reik
Havivah Reik, född Marta Reik, 22 juni 1914, död 20 november 1944, var en slovakisk-judisk motståndskämpe och medlem av den sionistiska socialistiska rörelsen Ha-Shomer ha-Za’ir. Under andra världskriget deltog hon i en hemlig fallskärmsmission för att hjälpa brittiska krigsinsatser och judiska flyktingar i Europa.

## Tidigt liv
Havivah Reik föddes i den lilla Slovakiska staden Nadabula och växte upp i en fattig familj. Hon var en aktiv medlem i den sionistiska socialistiska ungdomsrörelsen Ha-Shomer ha-Za’ir. Trots sina drömmar om att emigrera till Palestina, tvingades hon vänta med sina planer för att hjälpa till att försörja sin familj genom att arbeta i en fabrik för jordbruksmaskiner. År 1939 flyttade hon till Palestina och anslöt sig till kibbutzen Ma’anit på Samariens slätt.

## Militära uppdrag

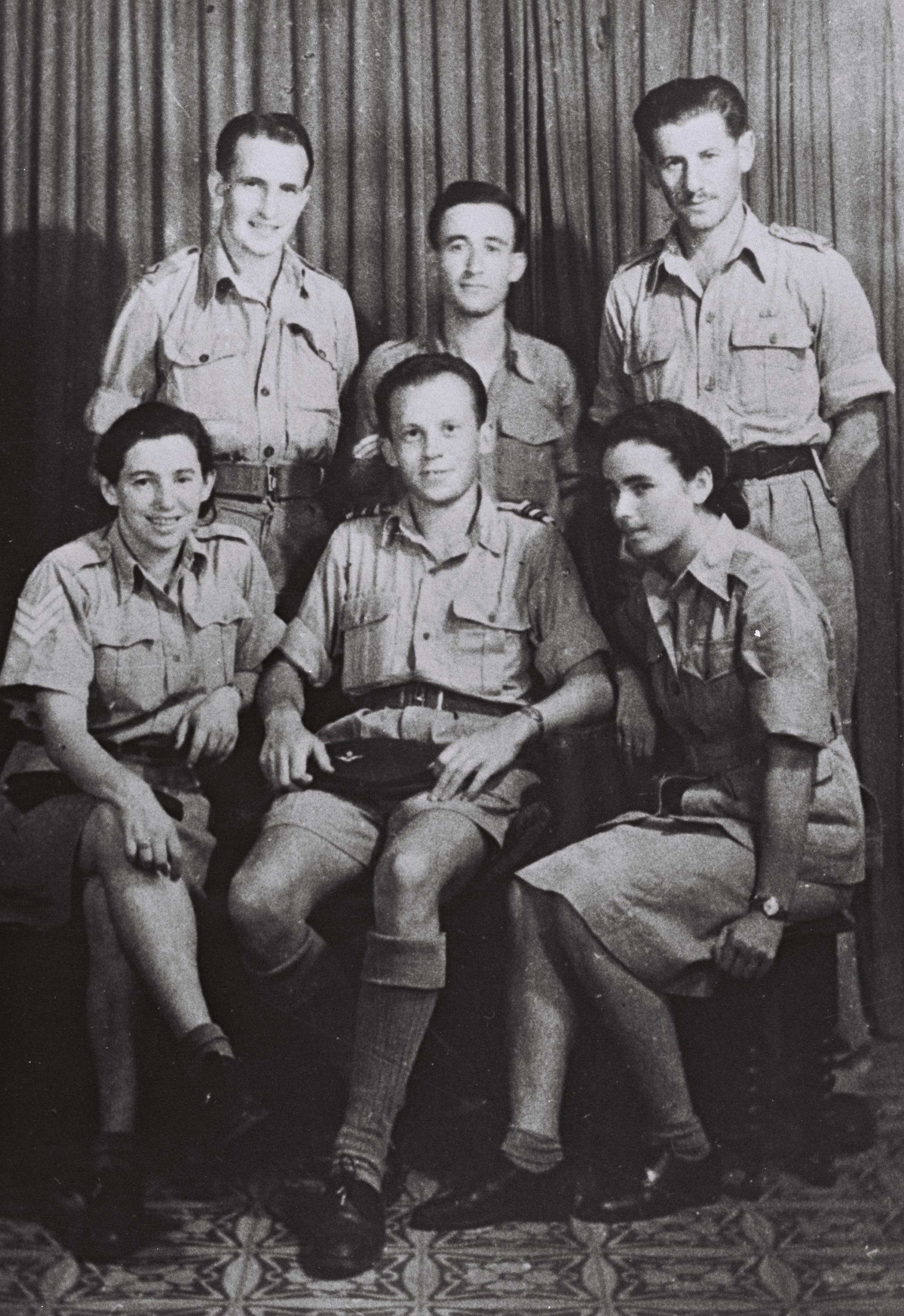
Reik med andra judiska fallskärmshoppare.

Havivah Reik var en av de 32 personer, av 240 frivilliga, som valdes ut och tränades för att genomföra fallskärmsinsatser i Europa under andra världskriget. Dessa insatser var extremt riskfyllda och avsedda att hjälpa allierade soldater och judiska flyktingar. Under sin träning i Kairo lärde sig Reik kodnamn, uppdrag och täckhistorier för att infiltrera fiendens territorium.
Reik anslöt sig till Palmah, en elitstyrka inom den underjordiska Haganah-armén, efter att ha blivit övertygad av sin vän Sara Braverman. Sommaren 1944 skickades Reik till Bari i Italien för att invänta order om en fallskärmsinsats i Slovakien. Trots att brittiska militära regler förbjöd kvinnor att delta i sådana operationer, lyckades Reik ta sig till Slovakien med hjälp av amerikansk militärtransport.
I Slovakien arbetade Reik tillsammans med sina kamrater Rafael Reiss, Haim Hermesh och Zvi Ben-Ya’akov för att organisera och hjälpa tusentals judiska flyktingar. De etablerade bland annat ett offentligt kök för att ge mat till de behövande.

## Fångenskap och död
I november 1944, när tyska styrkor närmade sig, blev det nödvändigt att evakuera området. Reik och hennes kamrater försökte föra hela gruppen i säkerhet men blev tillfångatagna av ukrainska kollaboratörer. Reik och Rafael Reiss mördades i skogen i Kremnica som en del av Massakern i Kremnica och begravdes i en massgrav. Efter kriget återfanns och identifierades deras kroppar, Reik begravdes först på en Brittisk begravninsplats i Prag. 1952 begravdes Reik på nytt på Herzlberget i Jerusalem.

## Arv och minne

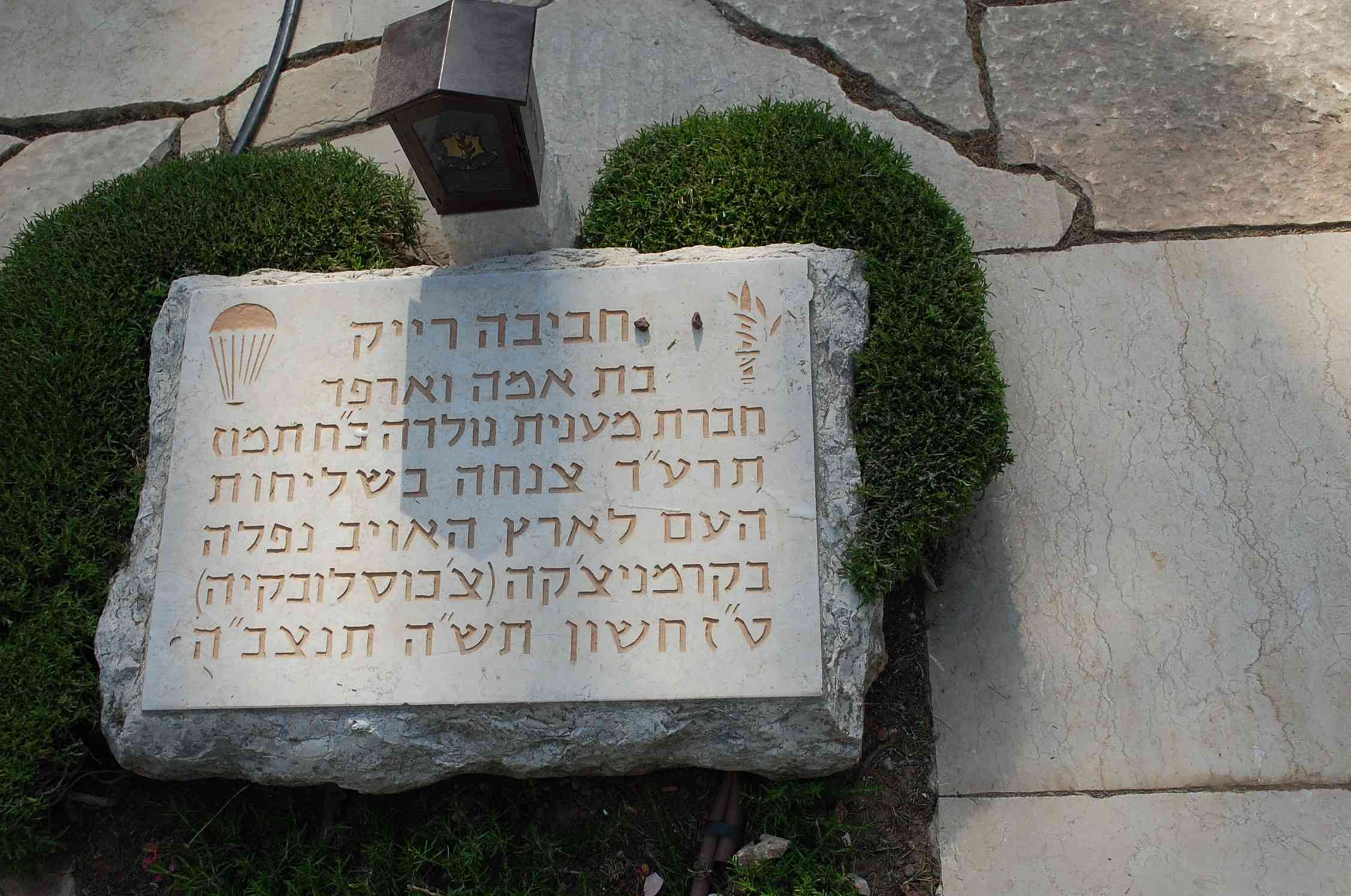
Haviva Reiks gravsten

Havivah Reik hedras idag i Israel, där bosättningarna Givat Havivah och Lahavot Havivah är uppkallade efter henne. Hennes insatser och offer under kriget har blivit symboler för mod och engagemang i kampen mot nazismen och för judisk överlevnad.